# Nationaal Park Chotynsky
Nationaal Park Chotynsky (Oekraïens: Хотинський національний природний парк) is een nationaal park in de oblast Tsjernivtsi in het westen van Oekraïne. De oprichting tot nationaal park vond plaats per presidentieel decreet (№ 56/2010) van Viktor Joesjtsjenko op 22 januari 2010. Het doel van oprichting was om de natuurlijke, historische en culturele complexen en objecten langs de riviervallei van de Dnjestr te behouden. Nationaal Park Chotynsky heeft een oppervlakte van 94,461 km².

## Kenmerken
Het nationaal park is gelegen langs de middenloop van de rivier Dnjestr. De oevers van de rivier bestaan veelal uit steile kloven en de begroeiing in het gebied bestaat uit weide-achtige steppe en loofbossen. In het gebied zijn ook zeker dertig grotten vastgesteld. Daarnaast is de hoogste waterval van de historische regio Boekovina gelegen in het plaatsje Hrynjatsjka. Deze heeft een hoogte van ca. 30 meter en heeft zijn oorsprong in een grote karstbron. De belangrijkste toeristische attractie is echter het middeleeuwse fort van Chotyn, gelegen aan de Dnjestr.

## Flora en fauna
In het nationaal park zijn 520 soorten vaatplanten vastgesteld. Zeldzame plantensoorten in het nationaal park zijn onder meer de gewone addertong (Ophioglossum vulgatum), vrouwenschoentje (Cypripedium calceolus), koraalwortel (Corallorhiza trifida) en spookorchis (Epipogium aphyllum). Vogelsoorten die er voorkomen zijn bijvoorbeeld de ijsvogel (Alcedo atthis), bijeneter (Merops apiaster) en roodborsttapuit (Saxicola rubicola). Ook het vliegend hert (Lucanus cervus) wordt in het nationaal park aangetroffen.

## Afbeeldingen

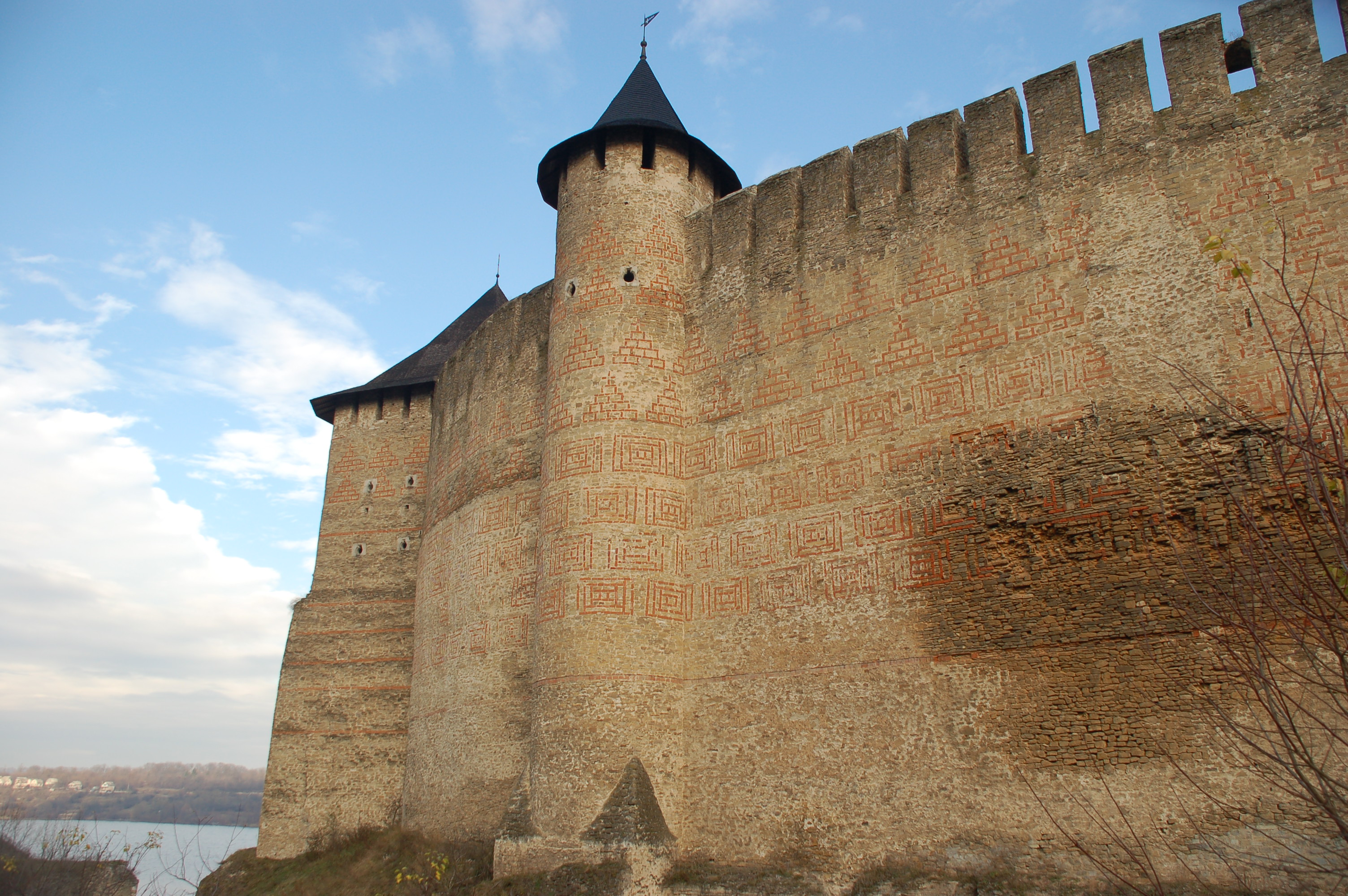
Façade van het fort.
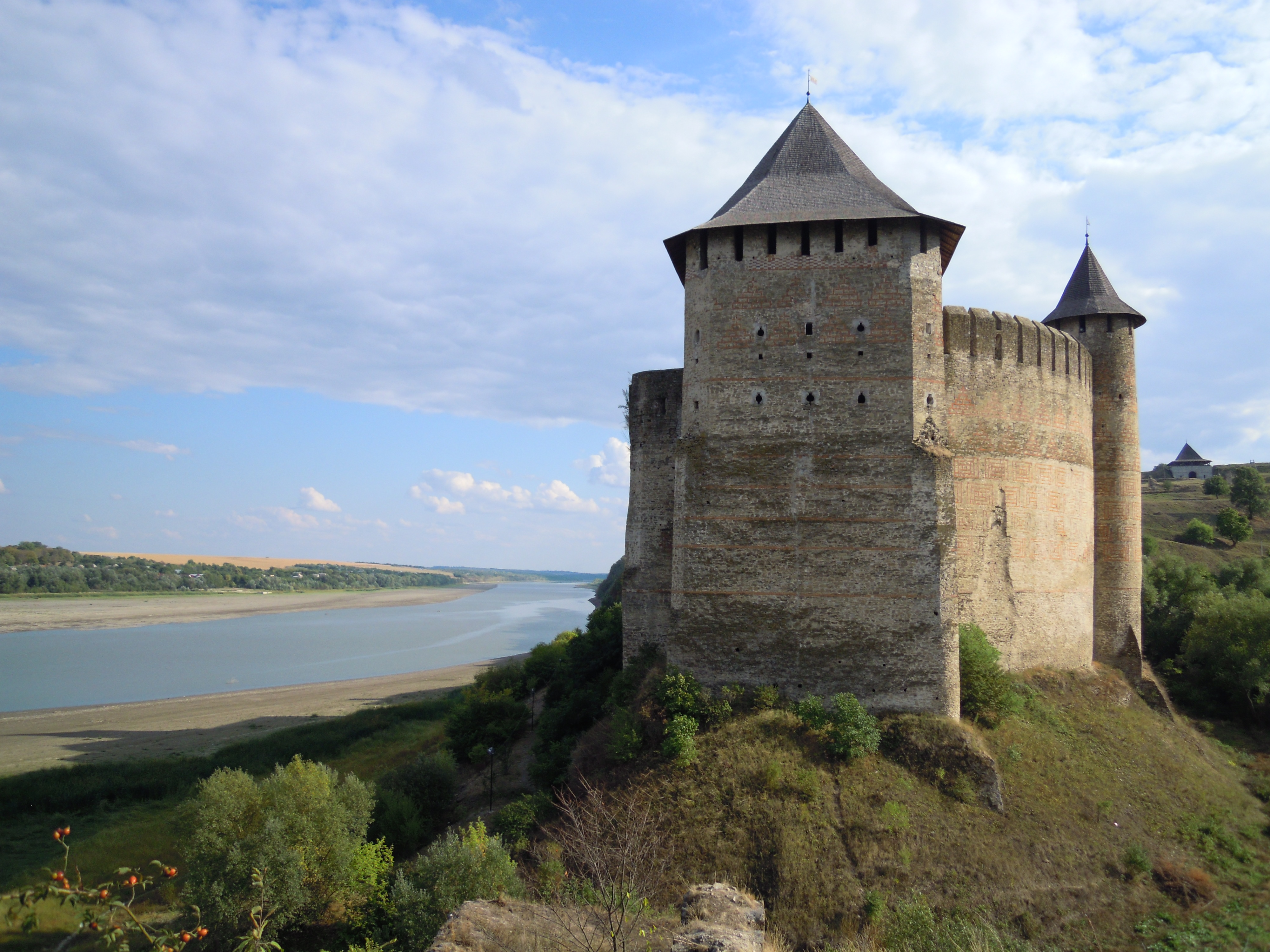
Uitzicht op het fort en de Dnjestr.
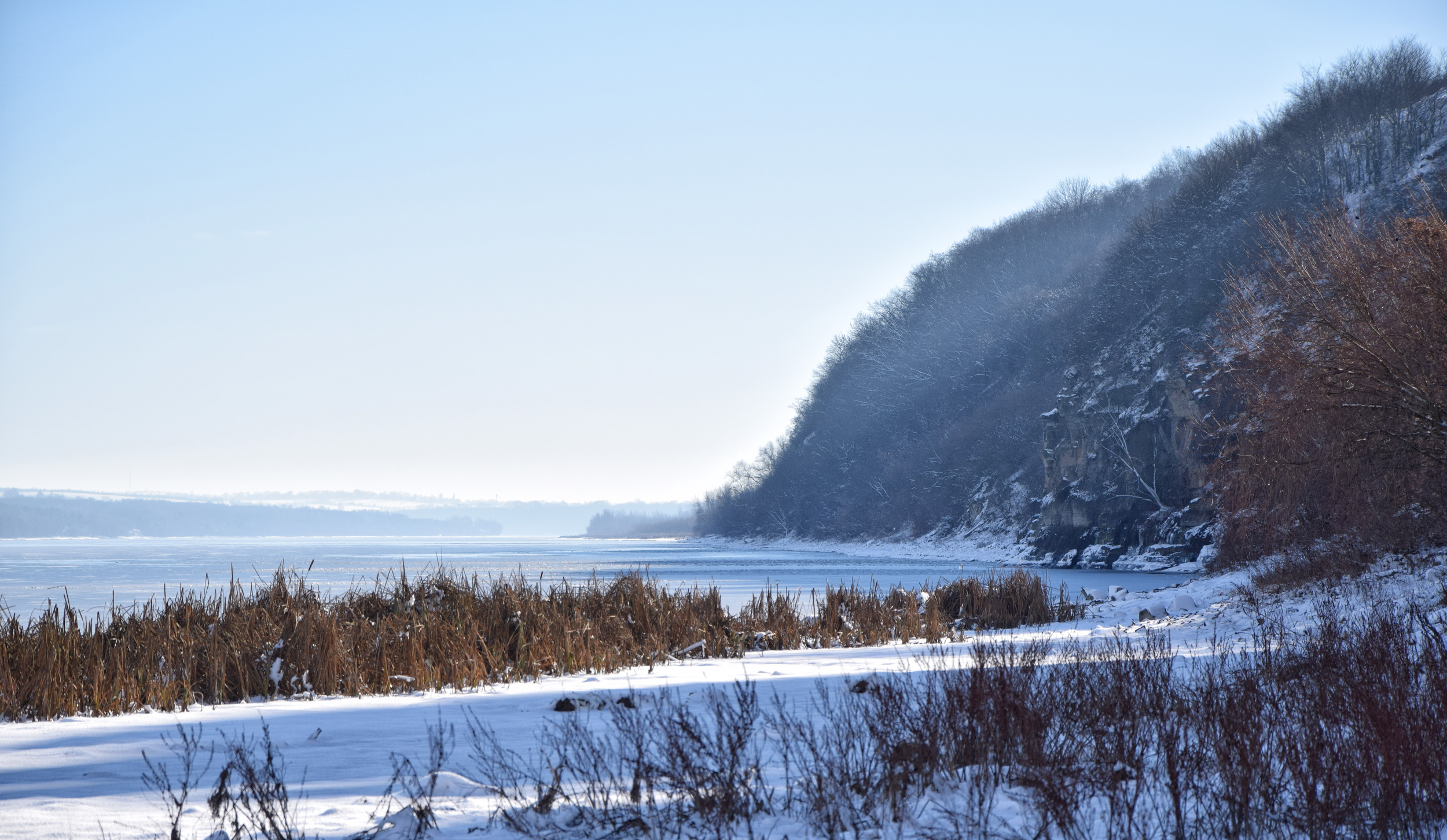
Winter langs de Dnjestr in Nationaal Park Chotynsky.
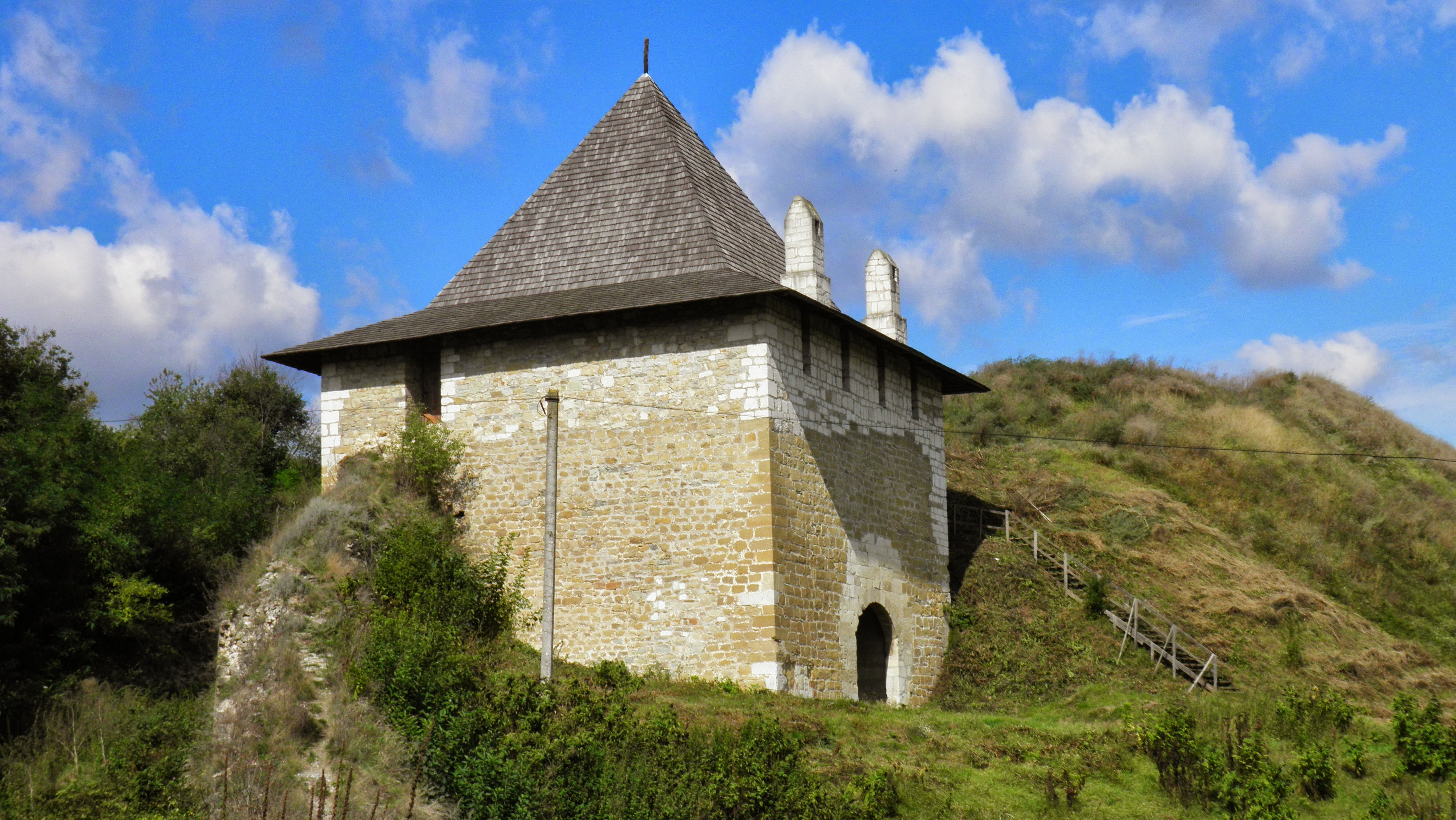
Poort behorend tot het fort.
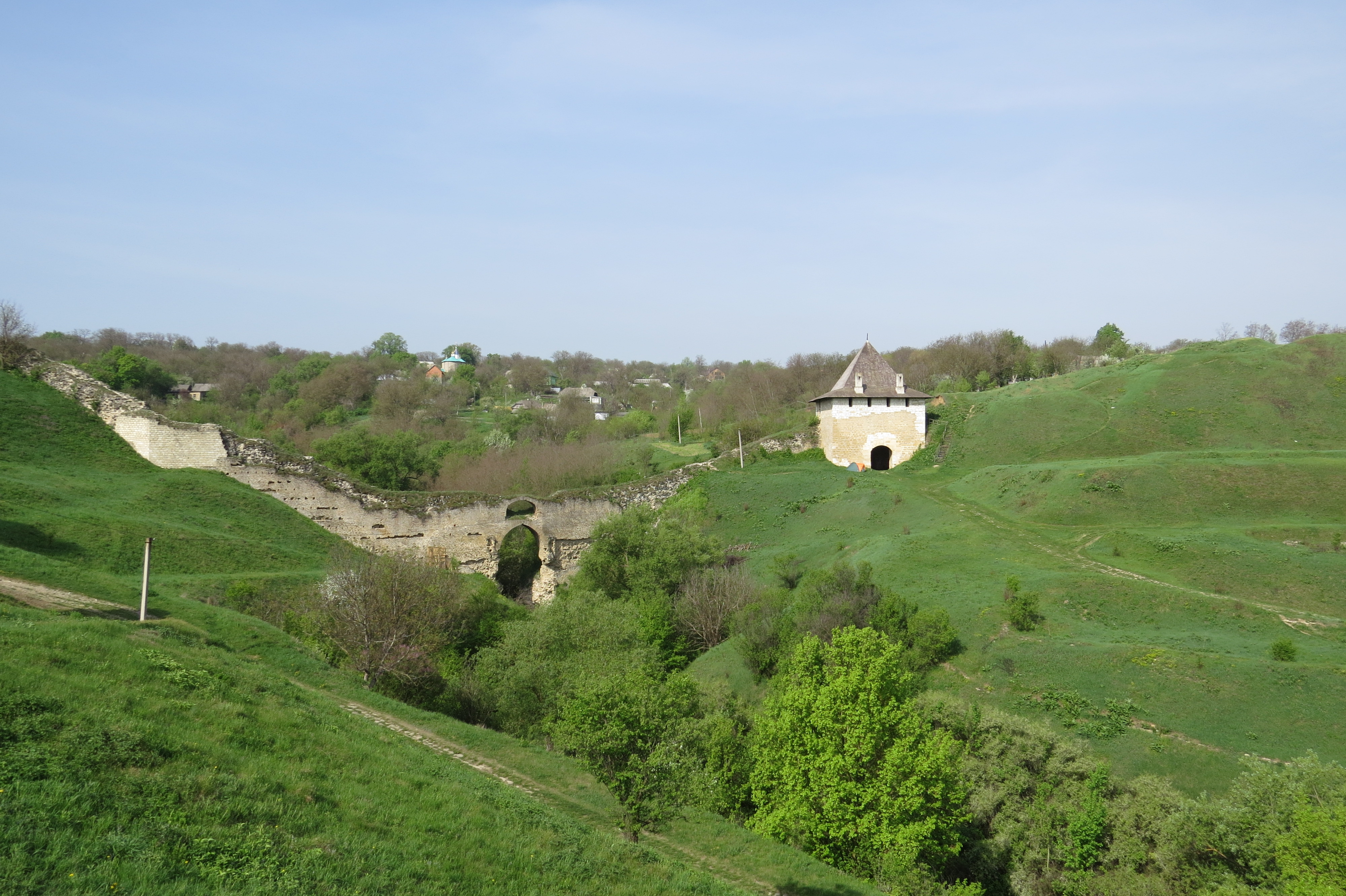
Landschap rondom het fort met een poort en stenen muren.

...
Boezky Hard · 
Chotynsky · 
Desnjansko-Starohoetsky · 
Homilsjanski Lisy · 
Karmeljoek-Podolië · 
Karpaten · 
Noord-Podolië · 
Oezjansky · 
Podilski Tovtry · 
Synevyr · 
Skolivski Beskydy · 
Toezlovski Lymany · 
Tsoemanska Poesjtsja · 
Zalissja
...